# تریک ددی
تریک ددی (انگلیسی: Trick Daddy؛ زادهٔ ۲۳ سپتامبر ۱۹۷۳) یک موسیقی‌دان اهل ایالات متحده آمریکا است. وی از سال ۱۹۹۴ میلادی تاکنون مشغول فعالیت بوده‌است.
تریک ددی اعلام کرد که مبتلا به لوپوس است که روی پوست او تأثیر گذاشته است، اما او مصرف دارو را برای مبارزه با این بیماری متوقف کرد.[18] او اظهار داشت: «برای هر دارویی که به من می‌دادند، باید هر سی روز یک بار آزمایش یا داروی دیگری می‌گرفتم تا مطمئن شوم که دارو عوارض جانبی ناشی از نارسایی کلیه یا کبد ایجاد نمی‌کند... فقط با هم گفتم که هیچ دارویی مصرف نمی‌کنم».
تریک ددی با مشکلات مالی مواجه شده است، و سه بار اعلام ورشکستگی کرده است، آخرین مورد در روزی که قرار بود خانه‌اش مصادره شود و به حراج گذاشته شود.
جوی، همسر سابق تریک ددی، همانطور که در قسمت 2 سریال عشق و هیپ هاپ: میامی فصل 2 فاش کرد، از او درخواست طلاق داد.